# Distrito de Veintiséis de Octubre
El distrito de Veintiséis de Octubre es uno de los diez distritos que conforman la provincia de Piura, en el departamento del mismo nombre, ubicado en el norte del Perú. Se encuentra en la zona occidental de la ciudad de Piura, formando parte del área metropolitana. Desde el punto de vista de la jerarquía de la iglesia católica, forma parte de la Arquidiócesis de Piura.

## Historia
La creación del distrito fue resultado de un proceso impulsado desde mediados de la década de 1980 por organizaciones vecinales que buscaban una administración autónoma para diversos asentamientos humanos ubicados en el sector oeste de Piura.
El proyecto fue incluido como prioritario en los planes de demarcación territorial del entonces Consejo Transitorio de Administración Regional de Piura en 1996. En 2001, se realizó una consulta popular convocada por la Municipalidad Provincial de Piura, en la que la mayoría de los votantes respaldó la creación del distrito.
El nombre del distrito hace referencia al 26 de octubre de 1998, fecha de la firma del Acta de Brasilia, acuerdo que puso fin a la disputa fronteriza entre Perú y Ecuador. El proceso legislativo concluyó con la promulgación de la Ley N.º 29991 el 2 de febrero de 2013, mediante la cual se formalizó la creación del distrito. Su publicación oficial se realizó el 3 de febrero de 2013 en el diario El Peruano.
En 2014 se llevaron a cabo las primeras elecciones municipales en el nuevo distrito, que convertirían a Práxedes Llacsahuanga el primer alcalde.

## Geografía
El distrito abarca una superficie aproximada de 110 km². Su capital es el centro urbano San Martín. El área está conformada por una mezcla de urbanizaciones y numerosos asentamientos humanos.

## División administrativa
El distrito está conformado por las siguientes poblaciones: 
- Aledaños Kurt Beer
- Alejandro Sánchez Arteaga
- Alfonso Ugarte
- Ampliación Kurt Beer
- Ampliación San Antonio
- Andrés Avelino Cáceres
- César Vallejo
- Ciudad de Dios
- Ciudad del Sol
- Consuelo de Velasco
- Educadores
- El Rosal
- ENACE (I, II, III y IV etapa)
- Enrique López Albújar
- Fátima
- Florida del Norte
- Gustavo Mohme Llona
- Ignacio Merino
- Jesús de Nazareth
- Jorge Chávez (I y II etapa)
- La Florida
- La Molina (I y II etapa)
- La Península
- La Planicie (I, II,III, IV Etapa)
- Las Capullanas
- Las Casuarinas (I, II, III,IV y V etapa)
- Las Dalias
- Las Dunas
- Las Malvinas
- Los Claveles
- Los Ficus (I y II etapa)
- Los Heraldos
- Los Polvorines
- Los Robles
- Luis Alberto Sánchez
- Luis Paredes Maceda
- Manuel Seoane
- Micaela Bastidas
- Nueva Esperanza
- Nuevo Amanecer
- Once de Abril
- Ricardo Jáuregui
- Rosa de Guadalupe
- San Antonio
- San José
- San Martín
- San Pablo
- San Sebastián
- Santa Julia
- Santa Margarita
- Santa Rosa
- Sol de Piura
- Treinta y uno de Enero
- Túpac Amaru (I, II y III etapa)
- UPIS 21 de Abril
- Villa El Salvador
- Villa Hermosa
- Villa Jardín
- Villa Kurt Beer
- Villa La Planicie (I, II y III Etapa)
- Villa Perú Canadá
- Villa Piura
- Villas del sol

## Demografía
El distrito tiene una composición predominantemente urbana, caracterizada por un crecimiento poblacional impulsado por procesos migratorios desde zonas altoandinas (provincias de Ayabaca, Huancabamba y Sullana) y del Bajo Piura. Se consolidó como una zona urbano-marginal con una estructura barrial organizada en torno a vías principales.

## Gobierno

### Autoridades municipales (2023-2026)
- Alcalde: Víctor Hugo Febre.[7]
- Regidores: José Madrid Álamo, Patricia Niño Febres, Óscar Deza Viera, Elmida Jiménez Mauricio, Iván Timoteo Criollo, Yanua Kujikat Taki, Porfirio Girón Ogoña, Segundo Arévalo Zegarra, Karina La Chira Julián, Percy Yanayaco Chinchay, Víctor Antón Antón.[8]

### Policía
El distrito cuenta con dos comisarías, la Comisaría Veintiséis de Octubre y Comisaría San Martín, a cargo de la Policía Nacional del Perú.

## Infraestructura y servicios

### Educación
El distrito alberga diversas instituciones educativas de nivel básico, tanto públicas como privadas. También cuenta con centros de educación superior, entre ellos:
- Universidad César Vallejo (filial Piura)[11]
- Escuela de Educación Superior Pedagógica Pública Piura[12]
- Instituto de Educación Superior Tecnológico Público Almirante Miguel Grau[13]

### Salud
En el distrito se ubica el Hospital Santa Rosa, clasificado como establecimiento de salud nivel II. Además, existen varios centros y puestos de salud distribuidos en diferentes asentamientos.

### Transporte y vías
Entre las principales avenidas que atraviesan el distrito se encuentran:
- Av. Sánchez Cerro
- Av. Prolongación Grau
- Av. Don Bosco
- Av. Juan Velasco Alvarado
- Av. César Vallejo
- Av. Marcavelica
- Av. Raúl Mata la Cruz

Estas vías estructuran la movilidad y el transporte dentro del distrito y su conexión con el resto de Piura Metropolitana.

## Cultura
El distrito no cuenta con infraestructuras culturales mayores como teatros o museos, sin embargo, ha sido un espacio de desarrollo para expresiones culturales populares. Se destaca como lugar de origen de agrupaciones musicales vinculadas a la cumbia sanjuanera, entre ellas Armonía 10.

## Economía y equipamiento
Entre los principales puntos de actividad económica se encuentran:
- Mercado Mayorista de Las Capullanas[19]
- Terminal Pesquero de Piura[20]
- Comercios mayoristas y minoristas[21][22]
- Supermercados y centros de abastecimiento[23][24]

También existen proyectos inmobiliarios en desarrollo promovidos por empresas privadas.